# Lycaena rutilus
Lycaena rutilus är en fjärilsart som beskrevs av Werneburg 1864. Lycaena rutilus ingår i släktet Lycaena och familjen juvelvingar. Inga underarter finns listade i Catalogue of Life.